# Bílov (Morávia-Silésia)
Bílov é uma comuna checa localizada na região de Morávia-Silésia, distrito de Nový Jičín‎.